# SAE J1939

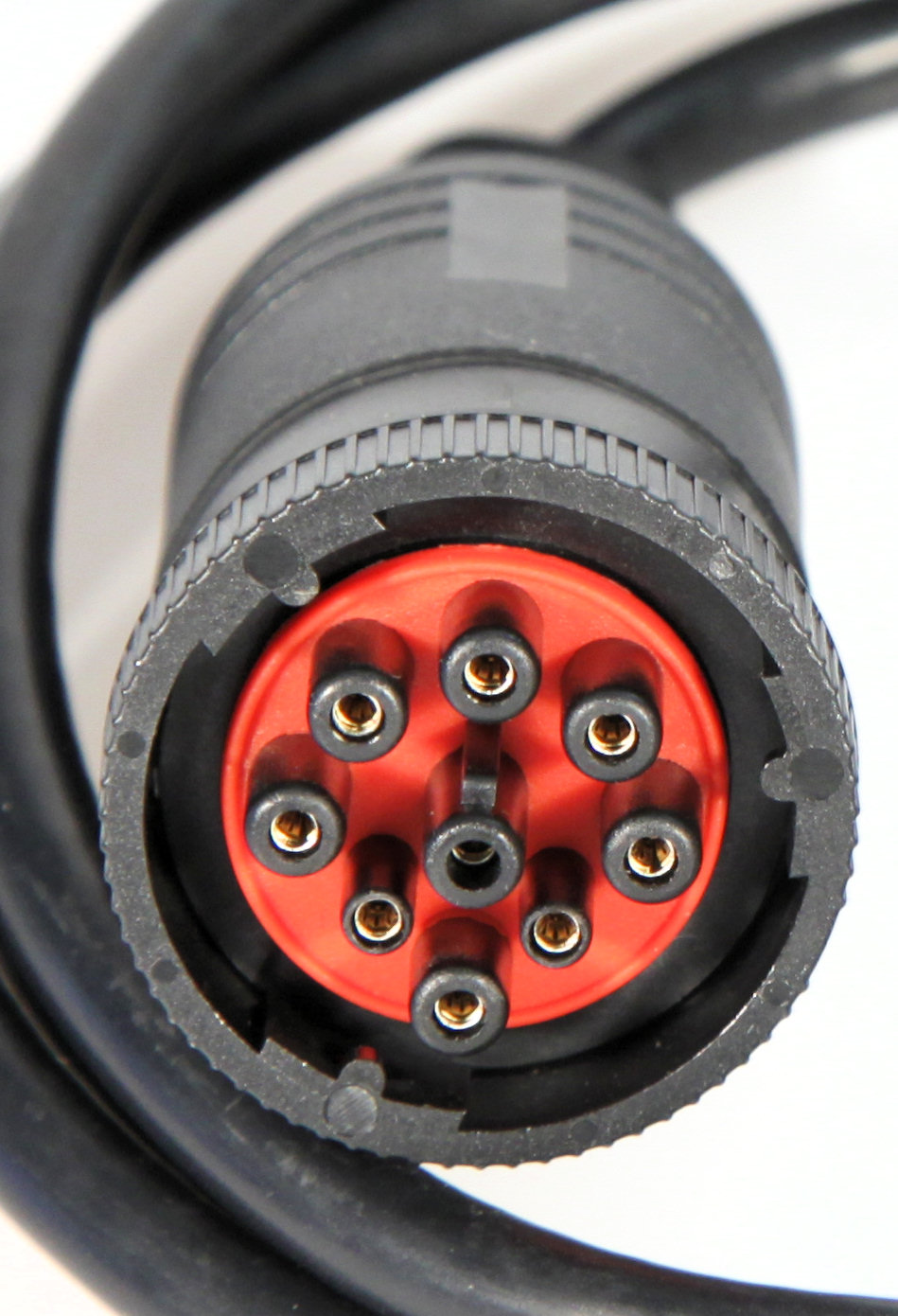
Kontakt med 9 stift för J1939

SAE J1939 är ett nätverksprotokoll som beskriver meddelanden i en CAN-buss i fordon för överföring av diagnosdata och kontrollinformation, t.ex. motorvarvtal, temperatur.

## Historia
Protokollet har definierats av SAE International (SAE) och använder en fysisk struktur med CAN-highspeed enligt ISO 11898.

## Uppbyggnad
SAE J1939 är ett protokoll som använder CAN 2.0B standard för det fysiska samt datalänkskiktet.  Kontakterna och antalet stift kan variera, kontakten kan vara rund eller kvadratiskt eller triangelformad och antal stift kan variera från två till nio.